# Leon Grgic
Leon Grgic (* 22. Jänner 2006 in Bruck an der Mur) ist ein österreichischer Fußballspieler.

## Karriere

### Verein
Grgic begann seine Karriere bei der Kapfenberger SV. Im April 2015 wechselte er zum SK Sturm Graz, bei dem er ab der Saison 2020/21 auch sämtliche Altersstufen in der Akademie durchlief. Zur Saison 2022/23 rückte der Stürmer in den Kader der zweiten Mannschaft der Steirer. Für diese debütierte er im August 2022 in der 2. Liga, als er am vierten Spieltag jener Saison gegen den SKN St. Pölten in der 90. Minute für Milán Tóth eingewechselt wurde.
Im Februar 2023 gab Grgic dann auch bei seinem Kaderdebüt für die erste Mannschaft gegen den SK Austria Klagenfurt sein Debüt in der Bundesliga. Durch jenen Einsatz wurde er zum ersten Spieler des Jahrgangs 2006 im Oberhaus, obwohl zu jenem Zeitpunkt noch nicht einmal ein Spieler des Jahrgangs 2005 in der höchsten Spielklasse zum Einsatz gekommen war.

### Nationalmannschaft
Grgic spielte im September 2021 erstmals für eine österreichische Jugendnationalauswahl. Im Oktober 2022 debütierte er gegen Andorra im U-17-Team.

## Erfolge
- Österreichischer Meister: 2024, 2025
- Österreichischer Cupsieger: 2024